# Chadrack Baitsura
 (août 2021).
 Chadrack Baitsura Musowa  (né à Buliha le 17 avril 1958) est un homme politique de la république démocratique du Congo. Il est député national, élu de la circonscription de Beni dans la province du Nord-Kivu entre 2019 et 2023.

## Biographie
Chadrack Baitsura Musowa est né à Buliha au Nord-Kivu le 17 avril 1958. Il est élu député national dans la circonscription électorale de Beni dans la province du Nord-Kivu lors des élections législatives de 2018. Baitsura est membre du parti politique AAB (Action alternative pour le bien-être et le changement),,.